# حدث ذات ليلة (فلم 1954)
حدث ذات ليلة فيلم مصري تم إنتاجه عام 1954، من إخراج هنري بركات و بطولة هدى سلطان و محسن سرحان.

## قصة الفيلم
زوجة تعيش سعيدة مع زوجها الذي تزوجته رغم معارضة أبيه تفاجأ بشاب يزعم لها أن زوجها أصيب في حادث فتذهب معه لتطمئن عليه، ولكن يتضح لها أنه محتال تكون هذه الحادثة بمثابة شرخ في حياة الزوجية ولا يستطيع زوجها مواصلة حياته الزوجية فيطلقها ويسافر لأوروبا لكي ينسى بعد فترة تتقابل صدفة بالشاب فتتودد إليه حتى تنتقم منه وتقتله وتهم بالانتحار لكن توأم هذا الشاب ينقذها ويتولى الدفاع عنها يحكم عليها بالسجن ويعاهدها المحامي بانتظارها ليتزوجها.

## تمثيل
- هدى سلطان
- محسن سرحان
- كمال الشناوي
- عايدة كامل
- عبد الرحيم الزرقاني
- هند رستم
- شفيق نور الدين
- عبد الحميد زكي

## روابط خارجية
- مقالات تستعمل روابط فنية بلا صلة مع ويكي بيانات